# 朝原良道
朝原 良道（あさはら の よしみち）は、平安時代初期から前期にかけての貴族。姓は宿禰。大学頭・朝原道永の孫で、左少史・朝原諸坂の子。官位は従五位下・豊前守。

## 経歴
左少史を経て、承和11年（844年）少外記、承和13年（846年）大外記と、仁明朝において文書作成を行う官職を歴任する。この間の承和15年（848年）外従五位下に叙せられ、嘉祥3年（850年）仁明天皇の葬儀にあたっては装束司を務めた。
仁寿4年（854年）内位の従五位下・播磨権介に叙任され地方官に転じる。文徳朝末の天安2年（858年）左京亮に任ぜられ京官に復すが、翌天安3年（859年）豊前守として再び地方官に戻っている。

## 官歴
『六国史』による。
- 時期不詳：左少史[1]
- 承和11年（844年） 正月11日：少外記[1]
- 承和13年（846年） 2月10日：大外記[1]
- 時期不詳：正六位上
- 承和15年（848年） 正月7日：外従五位下
- 嘉祥3年（850年） 3月22日：装束司（仁明天皇葬儀）
- 仁寿4年（854年） 正月7日：従五位下（内位）。3月14日：播磨権介
- 天安2年（858年） 6月14日：左京亮。8月27日：山作司（文徳天皇葬儀）
- 天安3年（859年） 2月13日：豊前守